# 8060 Anius
8060 Anius este o planetă minoră (asteroid), cu un diametru de 37,873 km, din Asteroid troian al lui Jupiter. A fost descoperită pe 19 septembrie 1973 la Observatorul Palomar de Cornelis Johannes van Houten și a fost numită după Anius⁠(d). 
Obiectul prezintă o orbită caracterizată de o semiaxă mare de 5,1951973 UAi, o excentricitate de 0,0923297, o înclinație de 7,08301 ° în raport cu ecliptica.